# Centranthera indica
Centranthera indica är en snyltrotsväxtart som först beskrevs av Carl von Linné, och fick sitt nu gällande namn av James Sykes Gamble. Centranthera indica ingår i släktet Centranthera och familjen snyltrotsväxter. Inga underarter finns listade i Catalogue of Life.

## Bildgalleri

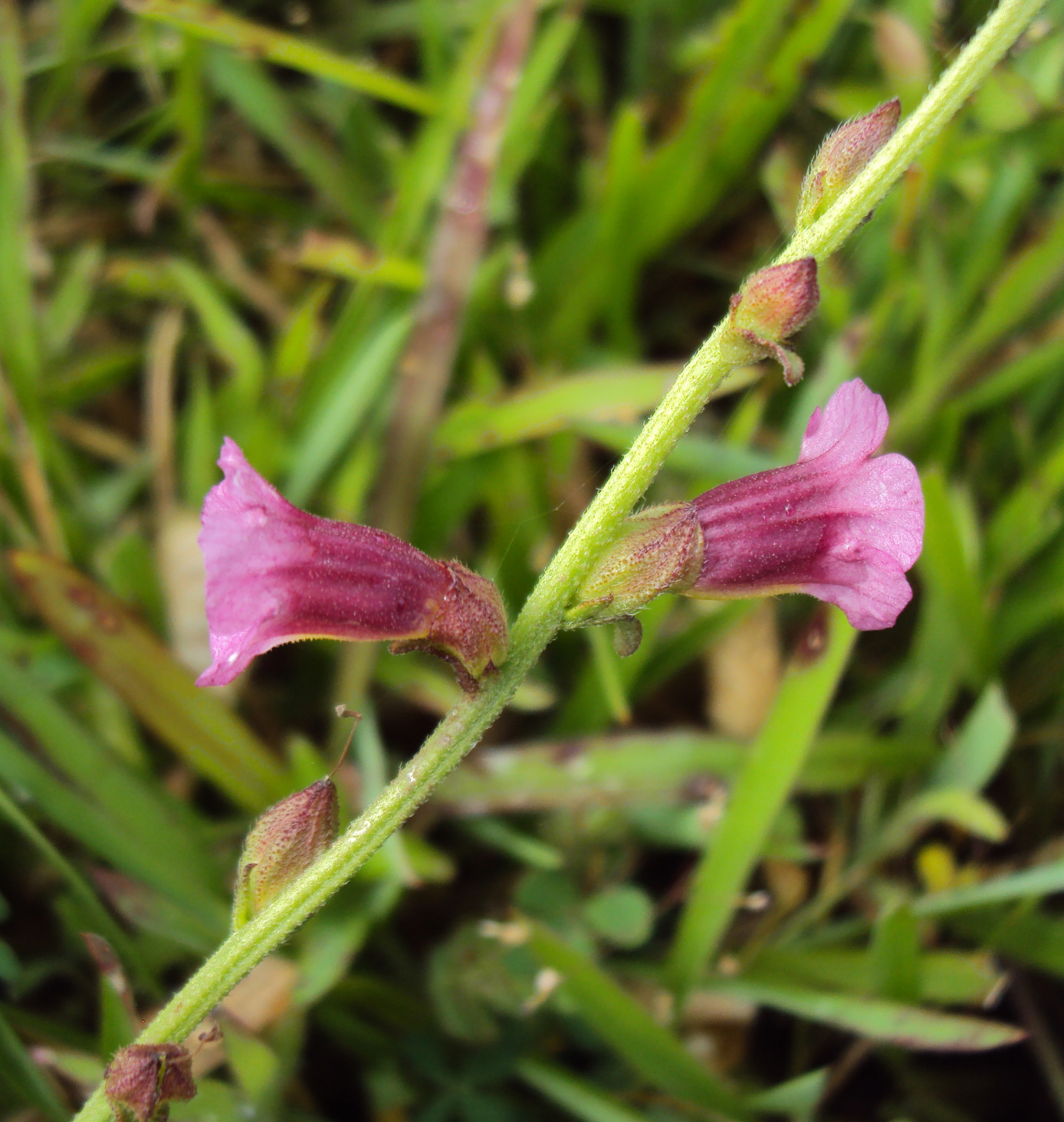
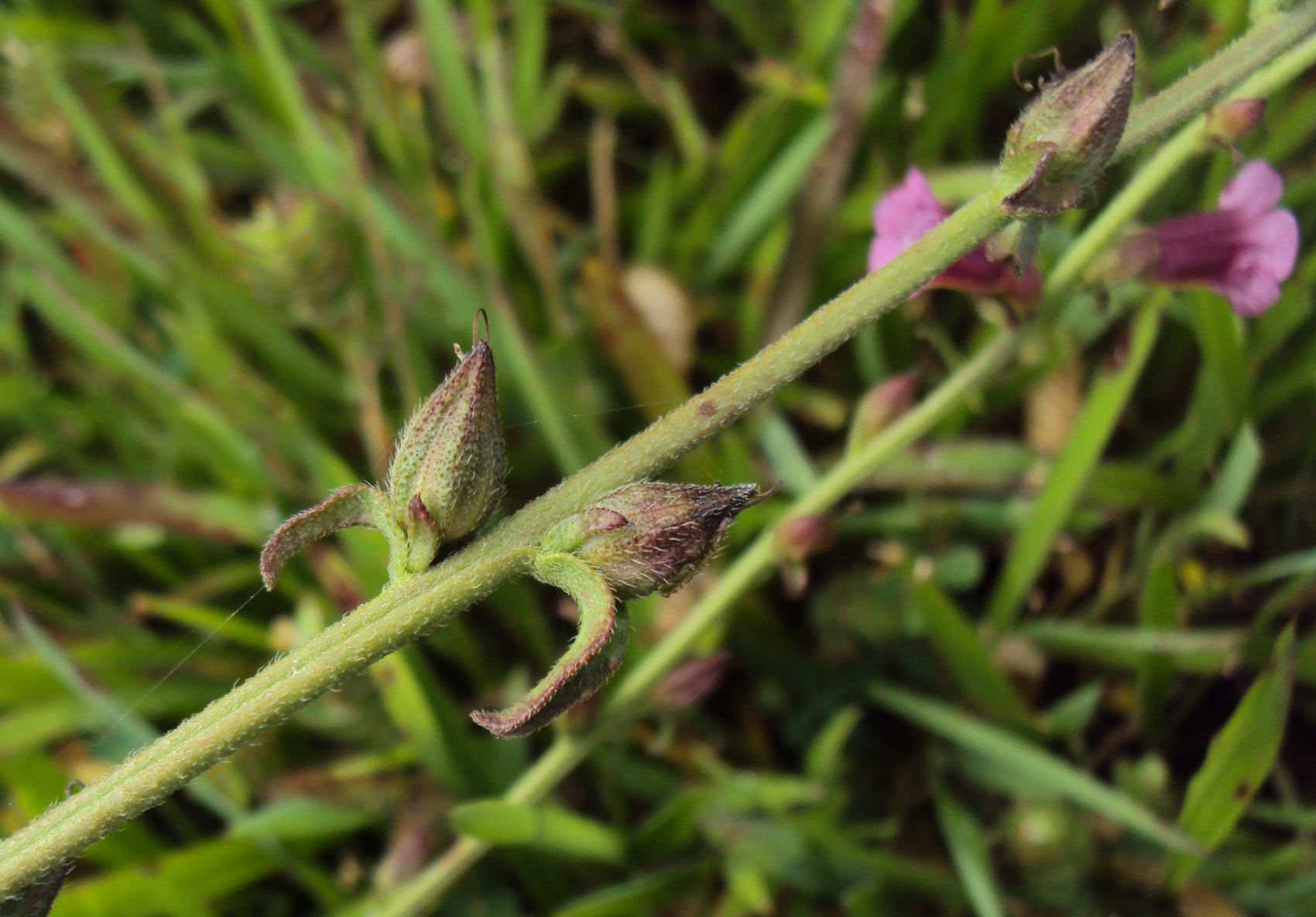
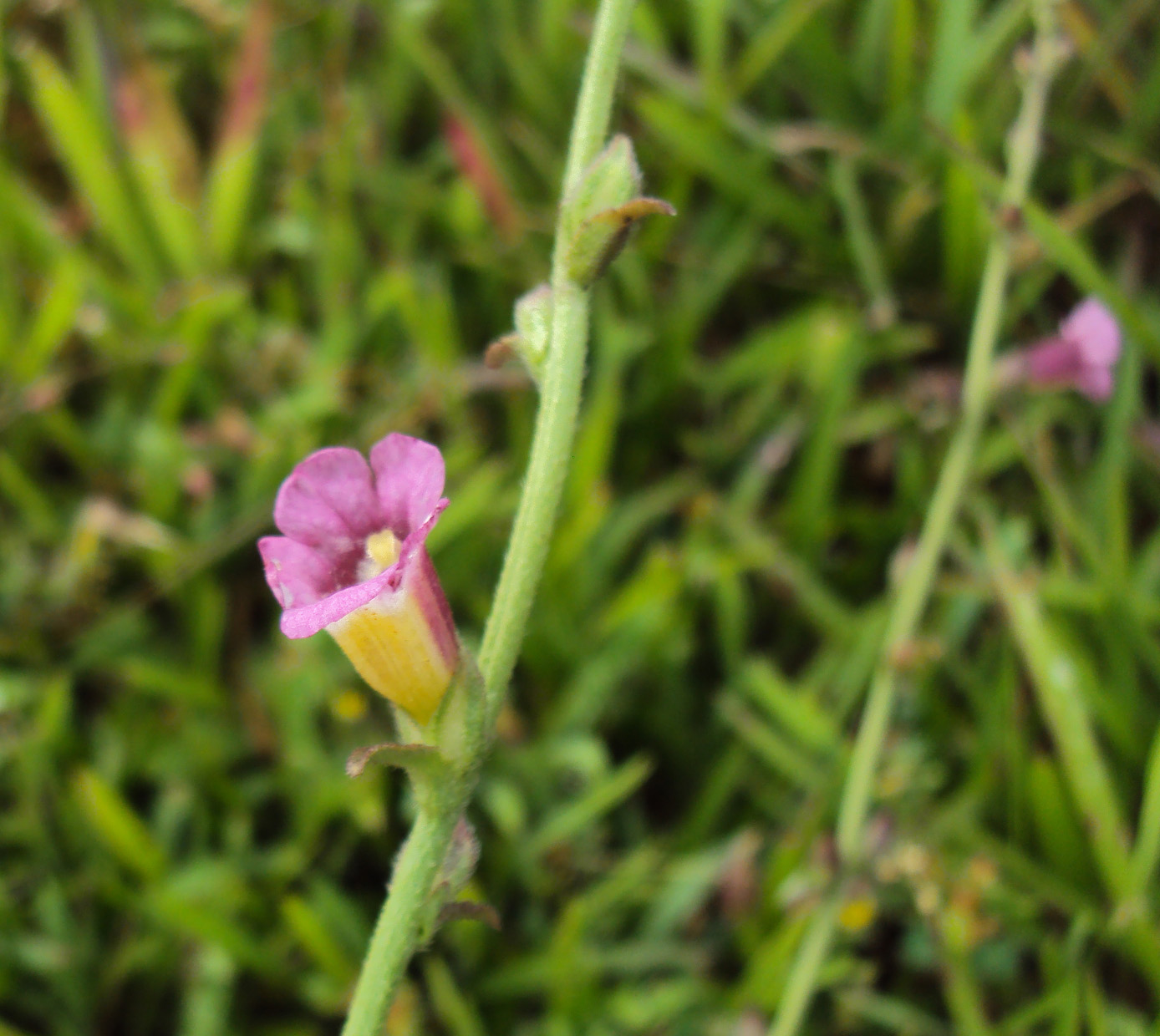
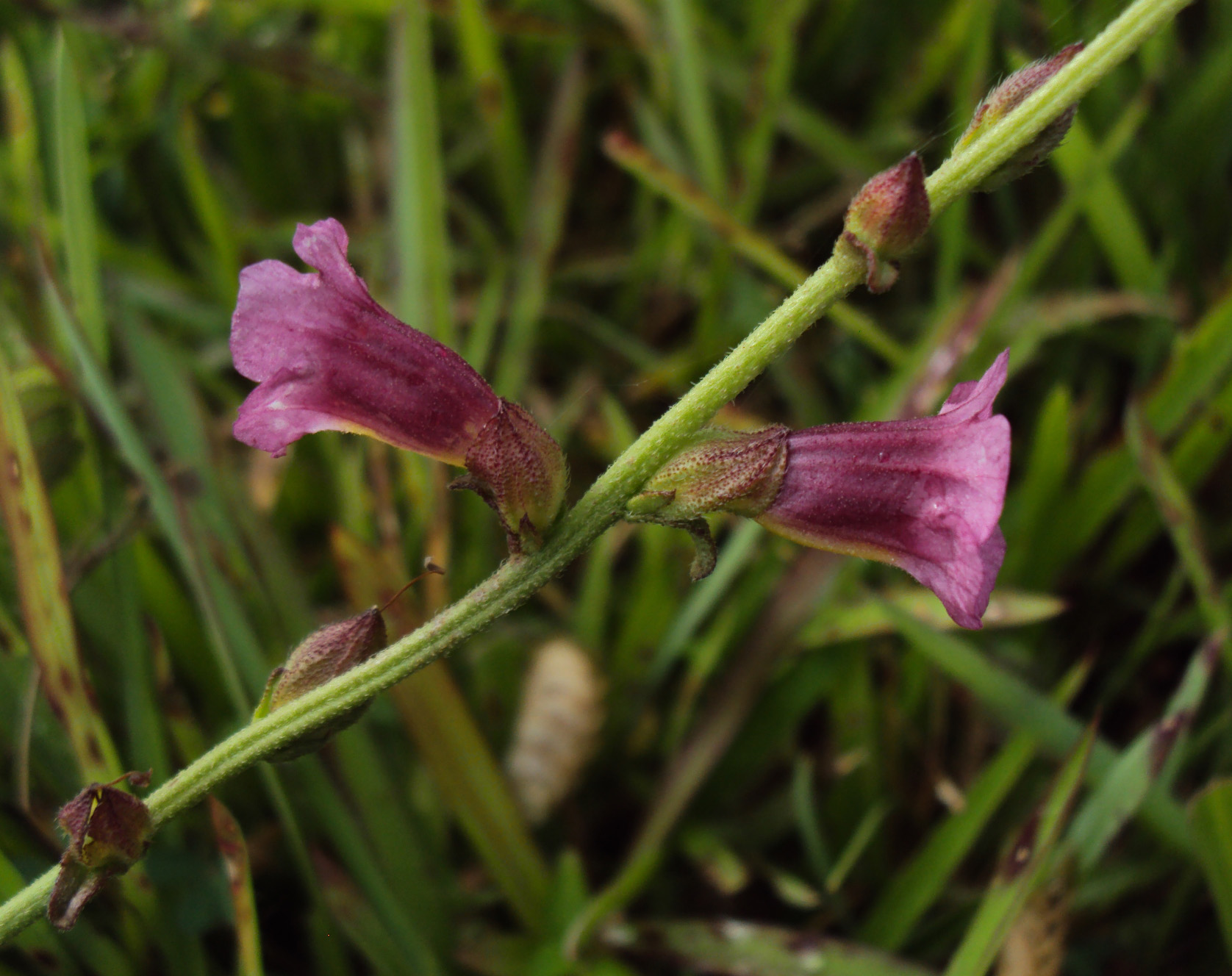
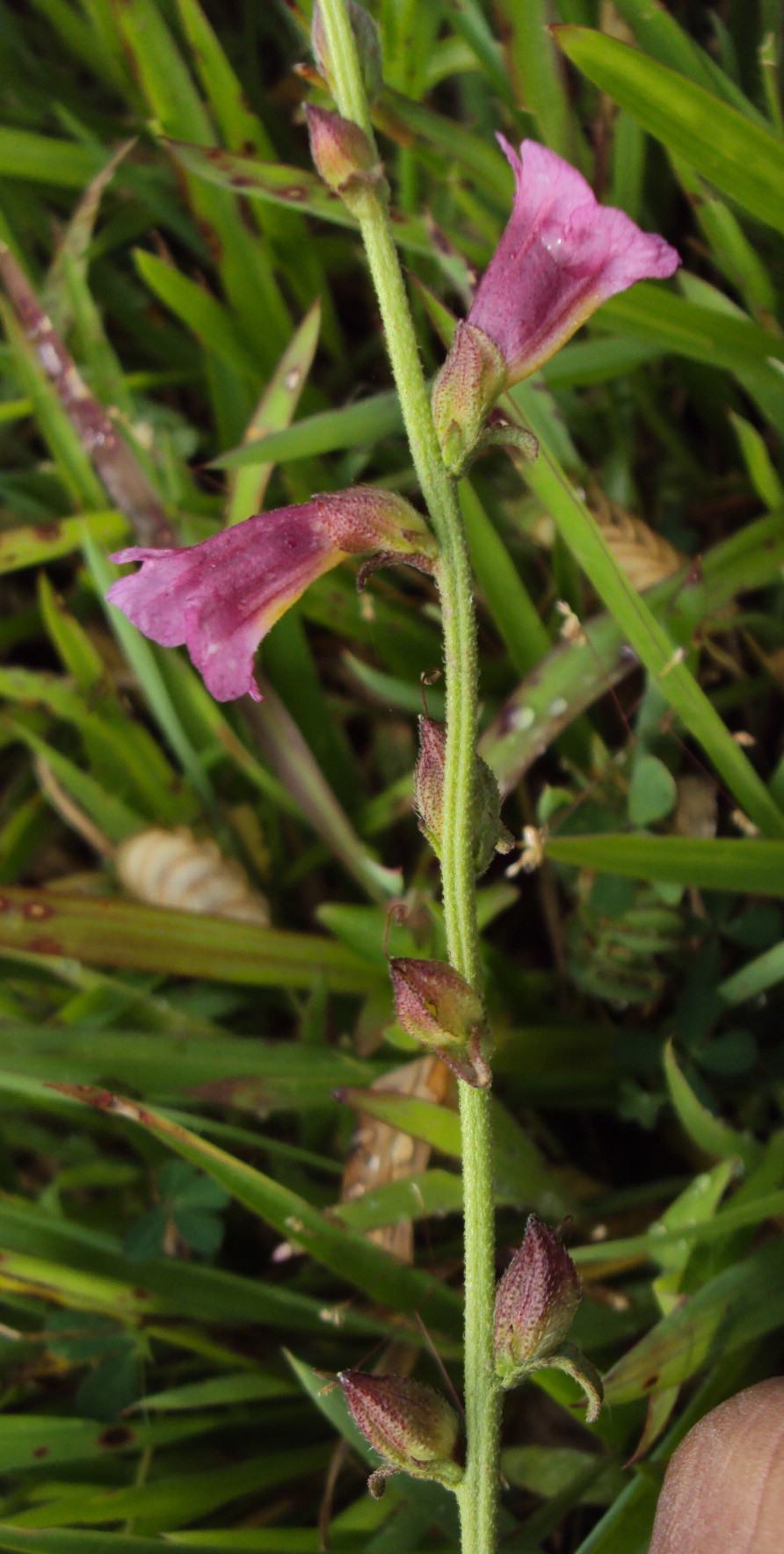
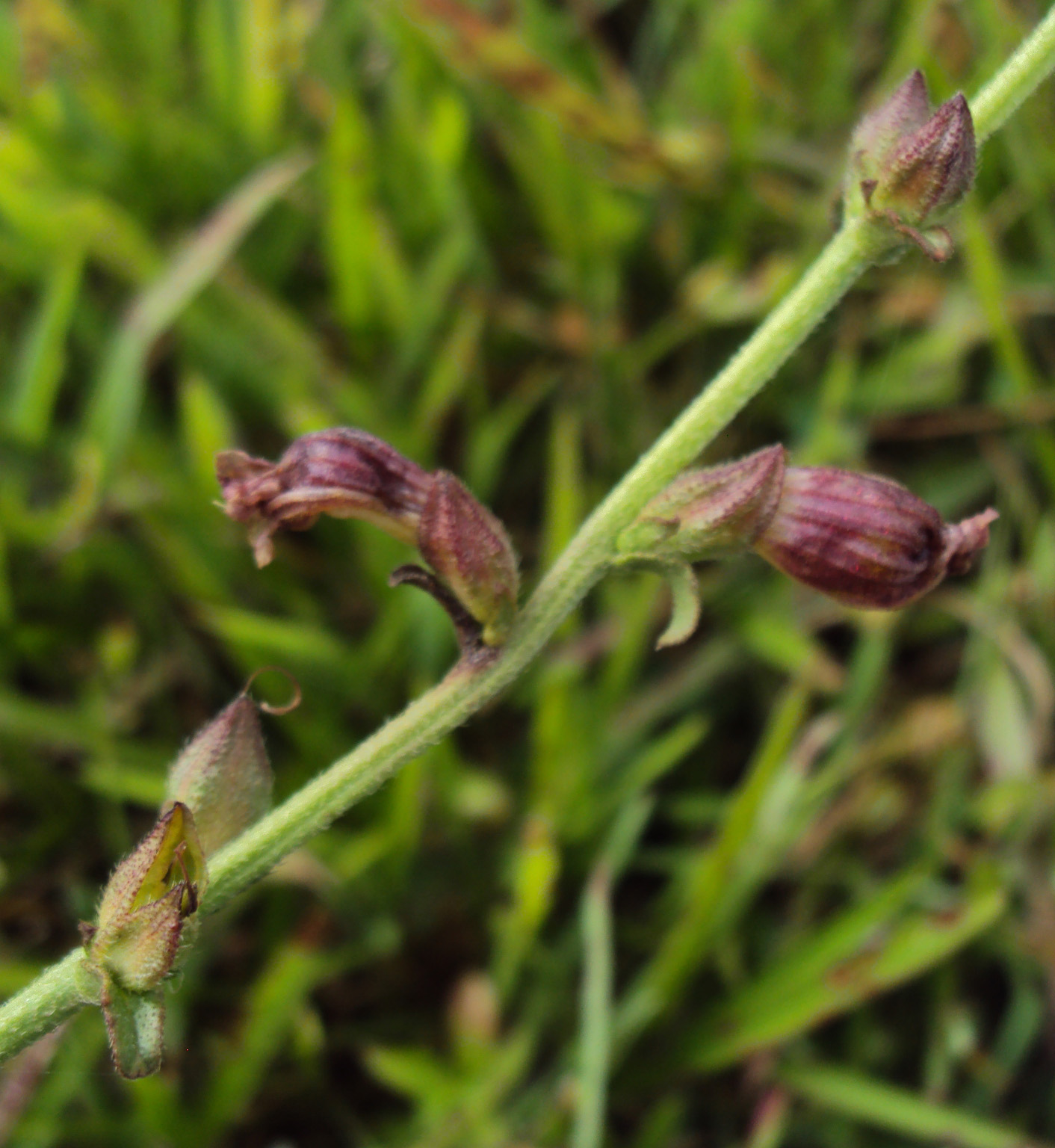